# سوکجیت سینگ
سوکجیت سینگ (انگلیسی: Sukhjeet Singh؛ زادهٔ ۵ دسامبر ۱۹۹۶) بازیکن هاکی روی چمن اهل هند است.